# Такуарембо (футбольный клуб)
«Такуарембо́» (исп. Tacuarembó Fútbol Club) — уругвайский футбольный клуб из города Такуарембо. С 2023 года выступает во Втором дивизионе чемпионата Уругвая.

## История
В 1998 году Ассоциация футбола Уругвая решила провести реформу в устройстве чемпионата. Ранее профессиональные команды существовали в основном только в Монтевидео (за исключением «Депортиво Мальдонадо»). В Уругвае был проведён Кубок сильнейших команд интериора, который выиграла в 1998 году «Пайсанду Белья Виста». Довольно скоро в Примере стало играть больше команд, которые не представляли столицу страны. Однако Риверу, Мальдонадо и Пайсанду представляли клубы, которые существовали уже много лет, пусть и в любительском статусе. В Такуарембо же решили объединить многочисленные любительские клубы в один, представляющий город на профессиональном уровне. Таким образом 13 ноября 1998 года появился ФК «Такуарембо». В 1999 году команду сразу же включили в Первый дивизион и за последующие 12 сезонов команда ни разу не покидала элиту. Чтобы получить признание болельщиков, руководство нового клуба решило в качестве домашней формы использовать вариант сборной департамента Такуарембо, которая ранее участвовала в любительских чемпионатах Уругвая на уровне сборных департаментов.
Положительный опыт «Такуарембо» объединения многочисленных команд в единый профессиональный клуб впоследствии использовался и в других департаментах. Таким образом появилась ФК «Роча» (участник Кубка Либертадорес 2006), ФК «Серро-Ларго», ФК «Сальто», ФК «Пайсанду».
ФК «Такуарембо» представляет в спортивных соревнованиях весь департамент Такуарембо, за исключением города Пасо-де-лос-Торос. В сезоне 2010/11 «Такуарембо» представил третий вариант формы, жёлто-синие цвета призваны помочь привлечь болельщиков как раз из Пасо-де-лос-Торос.
У болельщиков команды есть большой флаг с надписью «Tacuarembó es gardel» (Такуарембо — это Гардель), который подчёркивает версию о рождении именно в этом городе знаменитого танцора танго.
По итогам сезона 2010/2011 «Такуарембо» занял лишь 15-е место в таблице вылета (которая формируется по итогам двух последних чемпионатов) и покинул Примеру впервые в своей истории. Из-за того, что в 1999 году команду автоматически допустили до соревнований в элите, сезон 2011/12 станет первым в истории, который «Такуарембо» проведёт во втором эшелоне уругвайского футбола после 13 лет в Примере.

## Титулы и достижения
- Чемпион Второго дивизиона Уругвая (1): 2013/14
- Чемпион Первого любительского дивизиона (1): 2022